# Dexheim
Dexheim település Németországban, Rajna-vidék-Pfalz tartományban. Lakosainak száma 1482 fő (2023. december 31.).

## Népesség
A település népességének változása:
| Lakosok száma | 825  | 1468 | 1442 | 1411 | 1467 | 1482 |
|               | 1975 | 2017 | 2019 | 2021 | 2022 | 2023 |